# 인셀
인셀(Incel, i/ˈɪnsɛl/; "involuntary celibate", "비자발적 금욕"의 혼성어)은 로맨스 파트너나 섹스 파트너를 얻을 수 없다고 정의하는 사람들(대부분 남성이며 이성애자)의 온라인 하위문화와 밀접하게 연관된 용어이다. 이들은 종종 그 결과로 여성과 소녀들을 대상화하고 비난한다. 원래 알라나(Alana)로 알려진 퀴어 캐나다인 여학생이 1997년경에 "invcel"이라는 이름으로 만들어낸 이 단어는 1999년에 철자가 "incel"로 바뀌었고, 이 용어는 이후 여성혐오 테러리스트 엘리엇 로저와 알렉 미나시안의 영향을 받아 2010년대에 두각을 나타냈다.
이 하위문화의 온라인 담론은 원망, 적개심, 성적 대상화, 여성혐오, 인간혐오, 자기연민과 자기혐오, 인종 차별, 성에 대한 권리 의식, 여성과 성적으로 성공한 사람들을 비난하는 것(종종 생물학 결정론, 진화 유전학 또는 조작된 게임으로 인해 미리 결정된 것으로 간주됨), 허무주의, 강간 문화, 여성과 성적으로 활동하는 사람들에 대한 성폭력 및 비성애적 폭력에 대한 지지로 특징지어진다.
- 원망, 여성혐오[7][8][4][3]
- 증오[9]
- 적개심과 성적 대상화
- 인간혐오[3]
- 자기연민[10]
- 자기혐오[11][9]
- 인종 차별[8][12][13][9]
- 성에 대한 권리 의식[14]
- 허무주의: "인셀 운동은 이념적 허무주의라는 개념에 크게 의존한다." [15]
- 강간 문화 및 성폭력: "인셀 커뮤니티는 강간 문화의 극단적인 하나의 예시를 나타낸다"
- 여성 및 성적으로 활동하는 사람들에 대한 폭력 지지[8][16] 인셀 커뮤니티는 여성 혐오, 폭력 지지 및 장려, 극단주의로 인해 학자, 정부 관료 및 기타 사람들로부터 점점 더 많은 비판을 받아 왔다.[17] 시간이 지남에 따라 하위 문화는 극단주의 및 테러리즘과 연관되었으며, 2014년 이후 주로 북미에서 자칭 인셀에 의해 자행된 다수의 대량 살인이 발생했으며 기타 폭력이나 폭력 시도 사례도 있었다.

남부빈곤법률센터(SPLC)는 이 하위문화를 증오 집단 목록에 포함된 "온라인 남성 우월주의 생태계의 일부"라고 설명했다. 테러 방지를 위한 글로벌 인터넷 포럼(Global Internet Forum to Counter Terrorism)은 "인셀 커뮤니티는 여성이 남성보다 유전적으로 열등하다는 여성혐오적 이데올로기를 공유하고 있으며, 이는 유전적으로 우월한 남성과 번식하려는 성적 욕망에 의해 주도되어 그들 자신과 같이 매력적이지 않은 남성을 배제한다"고 말한다. 이는 "극단주의 이데올로기의 특징"이며, 모든 남성이 종속된 여성과 성관계를 가질 권리가 있었던 신화적 과거에 대한 염원, 예정된 개인적 실패 의식, 그리고 허무주의가 결합되어 세계관을 위험하게 만든다는 것이다. 하위문화의 전체 규모에 대한 추정치는 수천 명에서 수십만 명에 이르기까지 매우 다양하다.

## 역사와 조직
인셀이라는 용어를 처음 사용한 웹사이트는 1997년 캐나다의 대학생 알라나가 자신의 성적 비활동성에 대해 다른 사람들과 논의하기 위해 설립한 "알라나의 비자발적 금욕 프로젝트"(Alana's Involuntary Celibacy Project)였다. 일부 언론은 그녀가 페이지를 디자인하도록 영감을 준 개인적인 상호 작용 날짜인 1993년으로 잘못 보고했다. 이 사이트는 모든 젠더와 성적 지향의 사람들이 자신의 생각과 경험을 공유하는 데 사용되었다. 1997년 그녀는 INVCEL이라는 약어를 사용한 주제별 메일링 리스트를 시작했고, 나중에 "incel"로 줄여서 "외롭거나, 성경험이 없거나, 오랫동안 관계를 맺지 않은 모든 성별의 사람"을 지칭했다.
대학 시절과 그 후 알라나는 자신이 양성애자임을 깨닫고 자신의 정체성에 더 편안함을 느꼈다. 2000년경 그녀는 온라인 프로젝트 참여를 중단하고 사이트를 낯선 사람에게 양도했다. 2018년 알라나는 자신의 프로젝트에 대해 "남자들이 자신들의 문제를 여성에게 돌리는 집단은 아니었다. 오늘날 일어나는 이 현상은 상당히 슬픈 버전이다. 지난 20년 동안 많은 것이 바뀌었다"고 말했다.
2014년 아일라비스타 살해 사건과 인셀 하위문화의 일부가 가해자를 찬양한다는 사실을 알게 되었을 때, 그녀는 "전쟁 무기가 된 무언가를 발명한 과학자처럼, 나는 이 단어를 없앨 수도, 더 좋은 사람들이 필요로 하는 것으로 제한할 수도 없다"고 썼다. 그녀는 사회적 불안이나 정신 질환으로 인해 성적으로 결핍된 모든 성별의 사람들을 위한 "포괄적인 커뮤니티"를 만들고자 했던 원래 의도와 달리 용어의 사용이 변질된 것에 대해 유감을 표했다.
2003년, love-shy.com이라는 메시지 보드는 영구적으로 거절당하거나 잠재적 파트너에게 극도로 수줍음을 느끼는 사람들이 자신의 상황을 논의하는 장소로 설립되었다. 이 보드는 2000년대에 설립된 Incelsupport보다 규제가 덜 엄격했다. Incelsupport는 남성과 여성을 모두 환영하고 여성혐오적인 게시물을 금지했지만, love-shy.com의 사용자층은 압도적으로 남성이었다. 다음 10년 동안 love-shy.com과 4chan과 같은 온라인 극우 커뮤니티의 회원 수가 점차 겹치기 시작했다.
2000년대에 인셀 커뮤니티는 4chan 및 레딧과 같은 포럼에서 흔히 볼 수 있는 행동을 채택하면서 더욱 극단화되었고, 극단주의 게시물이 가시성을 확보하는 방법으로 장려되었다. 브루스 호프만(Bruce Hoffman)과 그의 동료들이 Studies in Conflict & Terrorism에 쓴 글에 따르면, "과격하고" 극단주의적인 발언이 인셀 커뮤니티에서 더 널리 퍼지면서 극단주의적인 인터넷 트롤링과 "뻘글"도 증가했다.
r/incels 서브레딧은 나중에 특히 활동적인 인셀 커뮤니티가 되었다. 이 커뮤니티는 남성들이 자신들의 인셀덤(inceldom)에 대해 여성들을 비난하고, 때로는 강간이나 다른 형태의 폭력을 옹호하며, 여성혐오적이고 종종 인종 차별적이라는 특징을 가졌다. 2017년 11월 7일, 레딧은 2017년 10월에 채택된 "개인 또는 집단에 대한 폭력이나 신체적 해를 조장, 미화, 선동하거나 요구하는 콘텐츠"를 금지하는 새로운 정책에 따라 r/incels 서브레딧을 금지했다. 금지 당시 커뮤니티는 약 4만 명의 회원을 보유하고 있었다.
인셀 커뮤니티는 r/braincels와 같은 다른 서브레딧에서 레딧에 계속 머물렀다. 서브레딧의 분위기는 r/incels와 비슷했지만, r/braincels 포럼의 관리자들은 폭력이나 폭력적인 사람들을 지지, 지원 또는 미화하지 않는다고 말하며, 이는 레딧에서 금지된 이전 서브레딧의 주제와 구별되는 점이라고 밝혔다. 2019년 9월 30일, 레딧이 금지 정책을 다시 확대하면서 r/braincels 서브레딧은 금지되었다. 인셀 커뮤니티는 공유 플랫폼에서 벗어나 해당 주제에 특화된 자체 폐쇄형 포럼을 사용하기 시작했다.
2010년대에 이 하위문화는 r/incels의 금지와, 자신을 하위문화의 일원으로 규정하거나 유사한 이데올로기를 공유하는 남성들이 저지른 일련의 대량 살인 사건으로 인해 더 널리 알려졌다. 인셀 커뮤니티에 대한 관심 증가는 자신들이 마땅히 누려야 할 권리를 부정당하고 있으며, 성관계 부족에 대해 여성들을 비난한다고 느끼는 일부 남성들 사이의 "피해 의식" 때문으로 풀이된다.
2019년경부터 일부 자칭 인셀들은 자신의 견해를 주류에 더 가깝게 보이도록 재정의하려 노력했으며, 블로그 게시물과 주제별 위키 및 포럼에 글을 올려 하위문화의 다른 부분에서 나타나는 노골적인 여성혐오 표현을 거부하고, 인셀 커뮤니티의 이질성을 강조하며, 인셀을 온라인 하위문화가 아니라 하위문화의 구성원이 아닌 개인에게도 적용되는 삶의 상황을 겪는 사람들로 재정의했다. 2021년 M. 켈리(M. Kelly)는 Political Research Associates 싱크탱크에 기고한 글에서 자신들을 재정의하려는 이러한 시도는 커뮤니티의 자기 규정 및 관리 전략과 모순된다고 지적했다. 해당 전략에서 회원들은 다른 사용자들의 인셀로서의 "정당성"에 대해 정기적으로 이의를 제기하지만, 성적 경험이 있음에도 불구하고 유사한 정치적 이데올로기를 공유하는 개인은 회원으로 받아들였다.

### 극단주의
인셀 커뮤니티는 2010년대 후반부터 더욱 극단화되고 폭력에 집중하게 되었다. 이는 겹치는 온라인 증오 집단의 영향, 대안우파 및 백인 우월주의 집단의 부상 등 여러 요인에 기인한다. 이들 커뮤니티 일부 구성원들의 여성혐오적이고 폭력적인 수사는 수많은 웹사이트와 웹 호스트에서 금지되었다.
인셀 커뮤니티는 4chan, 8chan, Gab 등 더 관대한 플랫폼과 해당 주제만을 위한 웹 포럼에 계속 존재한다. 더 극단적인 자칭 인셀들은 사이트 폐쇄와 법 집행 기관이나 웹사이트 서비스 제공업체의 감시를 피하기 위해 일부 인셀 커뮤니티에서 발전한 자기 검열을 피하기 위해 디스코드와 같은 게임 채팅방과 다크 웹을 포함한 잘 알려지지 않은 곳으로 점점 더 많이 이동했다.
2018년부터 2020년대까지 인셀 이데올로기는 북미 정부와 연구자들에게 테러 위협으로 묘사되었고, 법 집행 기관은 이 하위문화에 대해 경고를 발령했다. 2019년 5월, 한 미국인 남성은 "곧 공공장소에서 총격전을 벌여 ... 보이는 대로 많은 여자를 죽일 계획이다"라고 소셜 미디어에 게시한 테러 위협 혐의로 최대 5년형을 선고받았다. 2019년 9월, 미국 육군은 조커 영화 상영 극장에서 폭력이 발생할 가능성에 대해 병사들에게 경고했는데, 이는 다크 웹의 자칭 인셀들 사이에서 "불안하고 매우 구체적인 잡담"이 발견되었기 때문이다.
2020년 1월 텍사스 공공안전국 보고서는 인셀 운동이 "새롭게 떠오르는 국내 테러리즘 위협"이며, "다른 국내 테러 유형이 보여준 치명적인 수준과 곧 맞먹거나 잠재적으로 능가할 수 있다"고 경고했다. 2020년 브루스 호프만(Bruce Hoffman)과 동료들이 Studies in Conflict & Terrorism에 발표한 논문은 "이 이데올로기의 폭력적 표현은 새로운 테러 위협을 야기하며, 국내 법 집행 기관에 의해 간과되거나 무시되어서는 안 된다"고 결론지었다.
조지아 주립 대학교의 심리학 교수인 존 호건은 2019년에 미국 국토안보부로부터 인셀 하위문화를 연구하기 위해 25만 달러의 보조금을 받았으며, 인셀 이데올로기가 테러와 동일시되는 이유를 다음과 같이 설명했다. "인셀들이 더 크고 광범위한 이념적 의미에서 변화를 열망한다는 사실, 그것이 나에게는 테러의 전형적인 예가 된다. 그렇다고 모든 인셀이 테러리스트라는 의미는 아니다. 그러나 폭력적인 인셀 활동은 의심할 여지 없이 내 견해로는 테러리즘이다."
2020년 2월, 토론토에서 발생한 공격은 인셀 이데올로기에 의해 동기가 부여된 것으로 추정되며 테러로 기소된 최초의 폭력 행위가 되었다. 왕립 캐나다 기마경찰은 인셀 하위문화를 "이데올로기적으로 동기 부여된 폭력적 극단주의(IMVE)" 운동으로 간주한다고 밝혔다. 2021년 제이콥 웨어(Jacob Ware)는 Counter Terrorist Trends and Analyses에 기고한 글에서 인셀 분석이 미국과 캐나다에 집중된 것은 해당 국가들에서 인셀 동기 부여 공격이 집중적으로 발생했기 때문이라고 썼다. 2022년 3월, 미국 비밀경호국의 국가 위협 평가 센터는 2018년 탤러해시 총격 사건을 조사하고 "여성혐오적 극단주의로 인한 특정 위협"에 주목하기 위해 "핫 요가 탤러해시: 여성혐오적 극단주의에 대한 사례 연구"라는 사례 연구를 발표했다.

### 포럼
2017년, 가장 큰 인셀 포럼은 r/incels 서브레딧의 이전 운영자에 의해 설립되었다. 이 포럼은 2022년 10월 현재 거의 15,000명의 회원을 보유하고 있다. 이 포럼은 자칭 인셀들이 개인적인 경험을 논의할 수 있는 공개 및 등록된 메시지 보드로 구성되어 있다. 운영자들은 여성과 성소수자의 가입을 금지하며, 이 포럼이 이성애 남성 지향적이라고 밝히고 있다. 2020년 탈리아 라빈은 자신의 저서 《컬처 워로드》(Culture Warlords)에서 이 사이트의 문화를 "경쟁심", "술집 자랑 대회", "충격적인 콘텐츠"의 하나로 묘사했다. 2023년 롤링 스톤은 이 사이트의 문화가 복수심에 가득 차 있으며, 로맨틱한 관계를 맺었던 전 운영자가 사이트 회원들에게 "가짜 인셀"로 거부당한 사례를 예로 들었다. 2019년 Vox는 이 사이트가 대량 살인범들을 칭찬하는 문화를 가지고 있으며, 이는 사이트 관리자들에 의해 가볍게 다루어진다고 언급했다.
이 사이트는 생성 이후 여러 최상위 도메인을 사용했는데, 이는 폭력 및 증오 표현으로 인해 한 도메인 등록기관에 의해 정지된 후 다른 등록기관에 의해 갱신이 거부되었기 때문이다. 이 사이트 운영자들은 또한 위키를 운영하고 있다. 이 위키는 New Media & Society에 게재된 연구자들에 의해 편향된 학술 논문을 선택하여 여성혐오적 주장을 옹호하는 것으로 묘사되었다.

#### 자살 포럼과의 연관성
2022년 9월, 영국 기반의 Center for Countering Digital Hate(CCDH)는 월별 방문자 수를 기준으로 가장 큰 전용 인셀 포럼과 동일한 두 명의 가명 개인이 운영하는 다른 사이트 네트워크에 대한 보고서를 발표했다. The Washington Post, The New York Times, 그리고 CCDH는 이들을 우루과이에 기반을 둔 디에고 호아킨 갈란테(Diego Joaquín Galante)와 미국에 기반을 둔 라마커스 스몰(Lamarcus Small)로 지목했다. 2021년 12월, 뉴욕 타임스는 Sanctioned Suicide라는 웹사이트와 관련하여 개별적으로 45명이 사망했음을 확인했으며, 실제 사망자 수는 훨씬 더 많을 것으로 추정했다. 타임스 기자들은 갈란테와 스몰이 여러 인셀 포럼 외에도 이 자살 웹사이트를 만들고 운영했다는 사실을 발견했다. CCDH는 갈란테와 스몰이 신체 이미지와 실업에 전념하는 온라인 커뮤니티를 위한 포럼도 유지했다고 보고했다.

## 이념
많은 인셀 커뮤니티는 원망과 증오, 자기연민, 인종 차별, 여성혐오, 인간혐오로 특징지어진다. 논의는 종종 남성이 성을 가질 권리가 있다는 믿음을 중심으로 이루어진다. 다른 일반적인 주제로는 나태, 외로움, 불행, 자살, 성 대리모, 그리고 성매매뿐만 아니라 외모, 수입 또는 성격과 같이 파트너로서의 매력을 높인다고 믿는 특성들이 있다. 인셀 커뮤니티는 공유된 피해자 정체성을 가지고 있으며, 개인들은 숙명적으로 자신들의 실패를 자축하고 서로에게 로맨틱한 성공을 추구하지 않도록 권장한다.
여성주의와 여성의 권리에 대한 반대는 흔하다. 일부 게시자들은 파트너를 찾지 못하는 이유를 여성 해방 때문으로 돌린다. 일부는 커플이 일찍 결혼하고, 엄격하게 단혼이었으며, 전통적인 성 역할을 따랐던 황금시대가 있었다고 믿는다. 그들은 이 시기에 외모가 로맨틱한 관계에서 덜 중요한 역할을 했고, 여성에게서 남성이 성을 얻을 "권리"는 결코 부정되지 않았다고 믿는다. 이러한 믿음을 가진 사람들은 이 황금시대가 정확히 언제였는지에 대해서는 의견이 다르지만, 여성주의, 성혁명, 여성 해방, 그리고 기술 발전으로 인해 점차 파괴되었다는 점에는 동의한다. 러시아 인셀 및 반여성주의 커뮤니티의 저명한 구성원인 알렉세이 포드네베스니는 여성이 남성에게 성적 권리를 박탈하고, 남성이 어떤 형태로든 성에 대해 돈을 지불할 수밖에 없다고 주장하는 "바기노자본주의"(vaginocapitalism, "질"과 "자본주의"의 합성어) 이론을 설명했다.
인종 차별은 일반적으로 인셀 포럼에서 흔히 발견되는 것으로 간주되지만, 일부 연구자들은 그 유행성에 의문을 제기하기도 한다. 2019년 Jaki 등은 인셀 포럼 댓글 중 3%가 연구자들이 식별한 인종 차별적 단어 목록을 포함하고 있다고 추정했다. 일부 연구자들은 하위문화를 연구하는 주요 방법론으로서 인셀 포럼의 언어학적 분석에 의문을 제기하며, 미래 연구자들에게 더 미묘한 시각을 얻고 인셀 포럼에서 뻘글이 만연하여 결과가 왜곡되는 것을 피하기 위해 일대일 인터뷰와 같은 질적 방법을 사용할 것을 권장한다.(p. 736)
반유대주의적 신념은 인셀 포럼에서 정기적으로 발견되며, 일부 게시자들은 유대인이 서방 세계를 약화시키기 위한 음모를 꾸며 여성주의가 부상했다고 비난하기도 한다.

### "블랙필"
"블랙필"(때로는 "black pill"로도 표기)은 일반적으로 인셀 커뮤니티에서 주로 공유되는 신념들을 의미하며, 여기에는 생물학 결정론, 운명론, 그리고 패배주의가 포함된다. 이러한 신념을 가진 사람들을 "블랙필드를 복용한(blackpilled)"이라고 부른다. 이전 인셀 서브레딧 r/braincels에서 "블랙필"이라는 용어는 여성들을 자기중심적이고, 잔인하며, 피상적이라고 비판하는 밈 이미지에 사용되었다. 이 용어는 두머를 지칭할 때도 사용되었다.
복스 특파원 잭 보챔프(Zack Beauchamp)는 블랙필을 "심오한 성차별주의적 이데올로기 ... 여성이 피상적이고 잔인하며, 선택권이 주어지면 가장 매력적인 남성만을 선택할 것이라고 낙인찍으며, 여성의 성적 해방을 근본적으로 거부하는 것과 같다"고 묘사했다. 이 용어는 블로그 Omega Virgin Revolt에서 처음 대중화되었는데, 이는 전체 사회 시스템이 망가졌고 시스템 내에서의 개인의 위치는 그 어떤 개인도 바꿀 수 없다는 믿음을 나타냈다. "블랙필을 복용한" 사람은 자신이 절망적이며, 외모, 성격 또는 기타 특성을 바꾸려고 노력하더라도 로맨틱하고 성적인 성공의 부족이 영구적이라고 믿는 사람을 의미한다.
많은 자칭 인셀들은 심리학, 사회학, 진화생물학, 진화심리학, 경제학을 포함한 분야의 과학적 연구를 인용하여 자신들의 신념을 뒷받침한다. 자신들의 신념을 뒷받침한다고 여겨지는 연구 자료 모음은 때때로 "과학적 블랙필"이라고 불린다. 일부 진화심리학 연구자들은 인셀들이 자신의 분야 연구를 해석하는 방식, 예를 들어 전략적 복수성("이중 교배 전략") 가설에 대해 이의를 제기해 왔다. Institute for Strategic Dialogue의 연구자들은 인셀들이 과학에 호소하는 것을 "반복 강요 논증" 전략의 일환으로 묘사했는데, 여기서 "의심스러운 질의 방대한 수의 참조가 의심스러운 주장을 뒷받침하기 위해 사용된다"고 말했다.
자칭 인셀들은 "여성 하이퍼가미"라는 개념, 남성이 여성보다 유전적으로 우월하다는 개념, "80/20 법칙" (인셀들은 파레토 원리를 적용하여 여성의 80%가 가장 매력적인 남성의 상위 20%를 원한다고 주장한다)을 정기적으로 지지하며, 하위문화 내의 비백인 남성들 사이에서는 백인 남성이 관계 및 성관계에서 가장 적은 장애물에 직면한다고 주장하는 "그냥 백인이 되라"(Just be white, JBW) 이론을 지지한다.
자칭 인셀들은 또한 로맨틱하거나 성적인 파트너를 찾는 사람들이 잔인하고, 돈을 밝히며, 다윈주의적인 성선택에 참여한다고 믿는데, 이 선택에서 인셀들은 유전적으로 부적합하며, 여성은 여성주의에서부터 화장품 사용에 이르기까지 다양한 이유로 우위를 점한다고 믿는다. 인셀들은 자신들의 성적 실패를 수줍음, 성별 분리된 직장 환경, 부정적인 신체 이미지, 음경 크기, 또는 외모와 같은 요인으로 돌리며, 남성의 매력에 있어서 외모보다 더 중요한 유일한 요소는 부라고 믿는 것이 일반적이다. 일부는 변두리 사회심리학자 브라이언 길마틴(Brian Gilmartin)과 임상심리학자 조던 피터슨의 저작에 근거하여 자신들의 신념을 정당화한다.

### "레드필"
"레드필"은 남성계 커뮤니티뿐만 아니라 남성계 외부의 일부 커뮤니티에서도 흔히 사용되는 영화 매트릭스의 암시이다. 이는 주인공이 환상의 세계에 머물 것인지(파란 약을 복용), 아니면 세상을 있는 그대로 볼 것인지(빨간 약을 복용) 선택해야 하는 딜레마에서 유래한다. 이 용어를 사용하는 커뮤니티들 사이에서 "레드필"은 종종 해당 커뮤니티의 핵심 신념을 의미하며, "레드필을 복용한" 사람들은 그러한 신념을 가진 사람들을 뜻한다. 남성인권 운동가들과 같은 남성계 커뮤니티, 그리고 일부 연구자들에 따르면 인셀 커뮤니티에서도 "레드필을 복용하는 것"은 여성주의가 여성에게 남성보다 너무 많은 권력을 주었으며 남성 특권은 존재하지 않는다는 세상을 보는 것을 의미한다.
"블랙필"은 레드필과 블루필 비유의 확장이다. 연구자와 언론인들 사이에서는 어떤 신념이 "레드필"이고 어떤 신념이 "블랙필"인지, 그리고 블랙필 이데올로기가 인셀 이데올로기의 특징적인 신념인지 아니면 블랙필 개념에 동의하지 않는 자칭 인셀들도 있는지에 대한 이견이 있다. 일부 연구자와 언론인은 "레드필"이라는 용어를 남성인권 운동가들이 흔히 가지고 있는 신념들을 지칭하는 데 사용하고, "블랙필"이라는 용어를 인셀 이데올로기 전체를 요약하는 데 사용한다.
2020년 호프만(Hoffman) 등은 "`블랙필을 복용하는 것`은 인셀 정체성에 매우 중요하다. 이는 '인셀 상태'가 영구적인 조건임을 인지하는 것을 의미하기 때문이다"라고 말했다. 2018년 복스에 기고한 아자 로마노(Aja Romano)는 "모든 인셀을 결속시키는 것은 블랙필이라는 개념이다"라고 말했다. 2019년 Anti-Defamation League(ADL) 연구자들은 일부 인셀은 레드필을 믿고 다른 인셀은 블랙필을 믿는다고 썼다. 여성과 관계를 개선할 수 있다고 믿는 사람들은 레드필 신봉자이며, 반면에 사회에서의 자신의 위치나 여성과의 기회를 바꿀 힘이 없다고 믿는 인셀만이 블랙필을 복용한다. ADL은 인셀들 사이에서 "레드필"로 요약되는 신념들이 여성주의가 사회를 여성에게 유리하게 불균형하게 만들고 여성에게 너무 많은 권력을 주었다는 생각에 집중되어 있다고 썼다. 레드필을 복용한 인셀들은 자신들을 불리하게 만드는 이 시스템에 맞서 싸울 기회가 있다고 믿으며, 이는 여성들에게 더 매력적으로 보이도록 노력함으로써 이루어진다. 반대로 블랙필을 복용한 인셀들은 자신들의 상황을 바꿀 수 있는 것이 아무것도 없다고 믿는 사람들이다. ADL은 "여기서 인셀 운동은 죽음 숭배의 특징을 띤다"고 썼다. 블랙필을 복용한 사람들에게는 선택지가 거의 남지 않는다고 ADL은 말한다. 즉, 삶을 포기하는 것(인셀들이 "LDAR", 즉 "누워서 썩는다"의 약어로 지칭), 자살, 또는 대규모 폭력을 저지르는 것이다.

### 폭력 조장

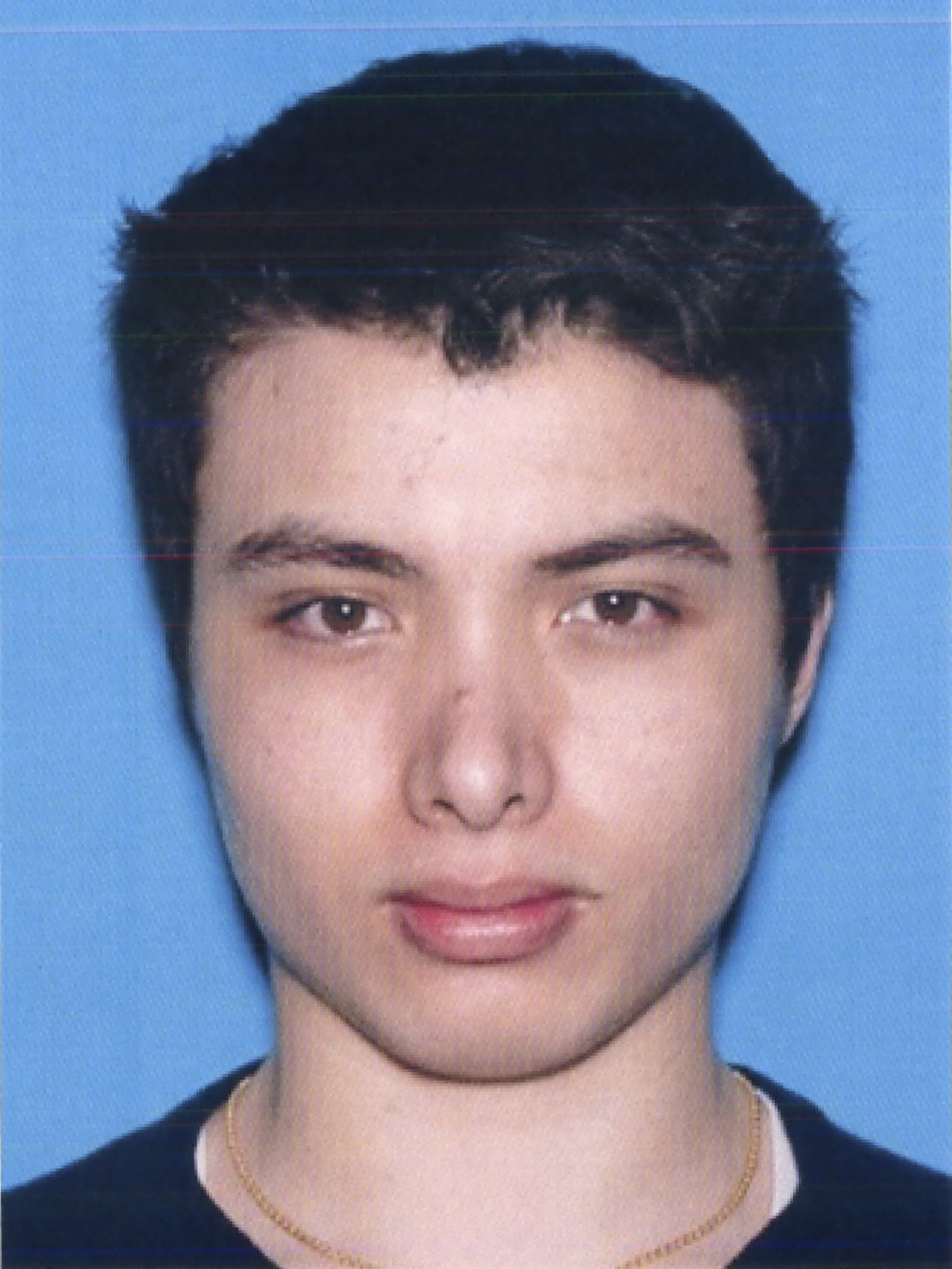
많은 인셀들은 엘리엇 로저(사진)를 찬양하며 그를 자신들의 "성인"으로 여긴다.

인셀 커뮤니티의 일부 토론에서는 성적으로 활동적인 여성과 성적으로 더 성공적인 남성에 대한 폭력, 여성에 대한 괴롭힘, 그리고 자살을 지지한다. Anti-Defamation League에 따르면, 이들은 남성계 내에서 가장 폭력적인 커뮤니티를 형성한다. 일부 인셀 커뮤니티에서는 엘리엇 로저(2014년 아일라비스타 살해 사건 가해자)와 알렉 미나시안(2018년 토론토 차량 돌진 테러 가해자)과 같은 자칭 인셀들이 저지른 폭력을 찬양하는 게시물이 흔하며, 또한 마르크 레핀(1989년 몬트리올 에콜 폴리테크니크 학살 가해자), 조승희(2007년 버지니아 공대 총기 난사 사건 가해자), 그리고 조지 소디니(George Sodini, 2009년 콜리어 타운십 총기 난사 사건 가해자)와 같이 그들이 이데올로기를 공유했다고 믿는 가해자들도 찬양한다.
로저는 가장 자주 언급되며, 종종 기독교 성화에 자신의 얼굴을 겹쳐 놓은 밈과 함께 "성인"으로 불린다. 일부 인셀들은 그를 오늘날 온라인 인셀 커뮤니티의 진정한 선구자로 간주한다. 2020년 BBC는 로저를 "인셀 이데올로기의 창시자"로 묘사했다.
이들 커뮤니티 내 일부는 폭력을 사회적 억압과 학대에 대한 유일한 해결책으로 보며, 인셀 "봉기"와 "반란"에 대해 자주 이야기한다. 다른 사람들은 폭력 행위조차 사회를 변화시키지 못할 것이라는 더 허무주의적인 견해를 취하며, 이러한 허무주의에 대한 과학적 정당화를 구축하는 데 노력을 집중한다. 일부는 사회 변화에 대한 희망 없이 사회에 대한 복수로서의 폭력 개념을 지지한다.
다른 연구자들은 인셀 커뮤니티에서 발견되는 폭력의 정도에 의문을 제기하며, 일부는 "극단적인 인셀 상태는 타인에 대한 폭력보다는 자살 성향에 더 가깝다"고 주장한다. 일부 폭력적인 게시물은 폭력을 조장하려는 의도보다는 포럼에서 개인의 지위 추구 행동에 의해 동기 부여될 수 있다.(p. 735) 2021년 연구에 따르면, 자칭 인셀의 압도적인 대다수는 인셀 집단이 폭력을 조장한다고 생각하지 않는다.(p. 735) 2022년 연구에서는 설문 조사에 참여한 자칭 인셀의 대부분(79%)이 폭력을 거부하는 것으로 나타났다.

#### 성폭력
인셀 커뮤니티의 일부 하위 집단은 네이선 라슨이 설립한 웹사이트를 자주 이용한다. 라슨은 만년 정치 후보였으며 인셀 커뮤니티의 적극적인 참여자였다. 이들은 성적으로 거절당할 경우 여성을 강간하는 것이 정당하다고 다른 자칭 인셀들에게 의도적으로 설득하려고 한다. 일부 자칭 인셀들은 여성의 성적 거절을 "역강간"이라고 묘사하며, 이는 강간만큼이나 해롭다고 간주한다.
2022년 9월, Center for Countering Digital Hate의 보고서에 따르면, 가장 큰 인셀 전용 포럼 사용자들은 연구 기간 동안 29분마다 한 번씩 강간에 대한 게시물을 올렸고, 한 달 동안 "죽음"이라는 단어를 1,181번 사용했다. 이 보고서에 따르면, 연구 기간 동안 포럼 사용자 중 89%가 전반적으로 강간을 지지했으며, 절반 이상이 아동 강간을 정상화하려고 시도했으며, 전체 포럼의 절반 이상이 소아성애증을 지지했다. 이 보고서는 또한 인셀 포럼 운영자들이 2022년 3월에 포럼 규칙을 변경하여 사춘기 미성년자의 성적 대상화를 허용하고, 기존 규칙을 "사춘기 이전" 미성년자의 성적 대상화만 불법으로 한정했다고 밝혔다.

### 관련 커뮤니티의 맥락
인셀 커뮤니티는 더 넓은 남성계의 일부이며, 이는 남성인권 운동가 (MRAs), Men Going Their Own Way (MGTOW), 픽업 아티스트 (PUAs), 그리고 부권 집단을 포함하는 느슨한 여성혐오 운동 모음이다. 2018년, 뉴욕 타임스 기자들은 비자발적 금욕이 "남성 우월주의" 개념의 변형이며, 이 커뮤니티들은 "일부 금욕적이거나 그렇지 않은 사람들로 구성된, 여성이 거의 권리 없이 성적 대상물로 다루어져야 한다고 믿는" 운동으로 발전했다고 썼다. 남부빈곤법률센터 또한 이 하위문화를 "온라인 남성 우월주의 생태계의 일부"로 묘사하며, 2018년에 자신들의 증오 집단 목록에 포함하기 시작했다.
자칭 인셀들은 사회의 나머지 부분에 비해 열등하다고 믿으며, 종종 자신들을 "비인간적"이라고 지칭하지만, 동시에 여성보다 우월하거나 비인셀들보다 일반적으로 우월하다는 우월주의적 견해를 표명한다. 2019년 Terrorism and Political Violence에 발표된 연구에 따르면, 자칭 인셀들은 자신들만이 "친사회적 가치를 가질 수 있고 사회 세계에 대한 진실을 볼 만큼 똑똑하다('높은 IQ')"고 믿는 것으로 나타났다. 이 연구는 그들이 극단주의 집단의 전형적인 패턴을 따랐다고 결론지었다. 즉, 외부 집단에는 매우 부정적인 가치를 부여하고 내부 집단에는 긍정적인 가치를 부여했지만, 심리적으로 우월하다고 보면서도 외모 면에서는 자신들을 부정적으로 본다는 특이한 점이 있었다.
인셀 커뮤니티는 Men Going Their Own Way와 같은 커뮤니티, 남성인권 운동, "진정한 강제적 외로움"(true forced loneliness, TFL)을 겪고 있다고 믿는 사람들, 그리고 픽업 아티스트들과 겹치기도 한다. 그러나 적어도 하나의 인셀 웹사이트는 픽업 아티스트에 대한 증오를 표명하고 픽업 아티스트와 데이트 코치들이 인셀들을 재정적으로 착취한다고 비난했다. 2019년 미디어 학자 데비 깅(Debbie Ging)은 인셀들의 "피해의식과 피해 의식"에 대한 담론이 4chan에서 시작되었으며, 남성인권 운동가 및 Men Going Their Own Way와 같은 더 주류적인 그룹으로 확산되었다고 썼다.
인셀 커뮤니티는 극우 집단과도 겹치는 것이 관찰되었다. 2019년 Centre for Analysis of the Radical Right는 이 하위문화가 신자유주의, 특히 여성의 권한 강화와 이민에 대한 불만을 나타내는 "성장하는 급진 우파 운동의 일부"라고 언급했다. 2020년 호프만(Hoffman)과 동료들은 Studies in Conflict & Terrorism에서 "군사적 인셀 커뮤니티가 대안우파 태피스트리에 얼마나 매끄럽게 통합되었는지, 공통된 불만과 섞인 구성원들이 두 극단주의를 더 가깝게 만들고 있다는 점이 특히 우려스러운 추세"라고 밝혔다. 2021년 3월, 슈피겔은 인셀 커뮤니티와 아톰와펜 디비전을 모델로 한 그룹인 Feuerkrieg Division 간의 중복에 대해 보도했다. 이 그룹은 신나치주의 테러리스트 네트워크이다.

## 어휘론
"비자발적 금욕"(줄여서 "인셀")이라는 용어는 원하는 바에도 불구하고 로맨틱하거나 성적인 파트너를 찾을 수 없는 상태를 지칭하는 온라인 하위문화의 자칭 구성원들을 의미하며, 이러한 상태를 "인셀덤(inceldom)" 또는 "인셀리버시(incelibacy)"라고 묘사한다. 때때로 "love-shy"(사회적 불안이나 과도한 수줍음으로 인해 로맨틱한 성공을 방해받는 사람들을 묘사하는), "FA"(forever alone, 즉 "영원히 혼자"의 약자), "unfuckability", "오메가", "베타", "베타충", "성관계가 부족한 사람", 또는 "성관계 없는 사람"과 같은 다른 용어와 상호 교환적으로 또는 함께 사용되기도 한다. "인셀"이라는 용어를 만든 알라나(Alana)는 처음에는 "영구적인 싱글"(perpetually single) 또는 "데이트에 수줍은"(dating shy)과 같은 다른 용어를 사용하는 것을 고려했다.
인셀 커뮤니티 구성원들은 일반적으로 전문 용어와 독특한 방언을 사용한다. 그들은 종종 여성에 대해 비인간적이고 저속한 용어를 사용하는데, 예를 들어 "펨오이드"(femoids, "여성 휴머노이드"의 혼성어이며, 때로는 "포이드foids"로 더 줄여 쓰기도 함)와 "로스티"(roasties, 여성이 성적으로 활동하게 되면 소음순의 모양이 변하여 썰어놓은 로스트 비프처럼 보인다는 인셀들의 잘못된 믿음에서 비롯된 용어) 등이 있다. 그들은 매력적이고 성적으로 활동적인 여성을 "스테이시"(Stacys)라고 부르고, 덜 매력적인 성적으로 활동적인 여성을 "베키"(Beckys)라고 부른다. 매력적이고 성적으로 활동적인 남성은 "채드(Chads)"라고 불리며, 인종 기반의 변형으로는 흑인 남성은 "타이론"(Tyrone), 아시아 남성은 "창"(Chang)이라고 불린다.
평범한 외모를 가졌지만 인셀은 아닌 사람들은 "노미"(normies)라고 불린다. "모깅"(Mogging)은 외모 면에서 다른 사람을 능가하여 그들을 약화시키는 행위를 의미한다. 룩스맥싱(looksmaxxing)은 머리 자르기, 옷 잘 입기, 단백동화 스테로이드 복용 및 운동, 성형외과 수술 또는 얼굴 미용 개선을 위한 뮤잉과 같은 대안적 기술을 포함한 방법으로 외모를 향상시키려는 시도이다. "NEET"이라는 약어는 직업이 없고 학교에 다니지 않는 사람들을 지칭한다.("not in education, employment, or training")
인셀 커뮤니티의 구성원들은 "인셀"이라는 용어의 여러 변형을 사용하여 커뮤니티 내의 하위 그룹을 지칭하는데, 예를 들어 "볼셀"(volcels, 자발적 금욕자; 성관계를 선택적으로 포기하는 사람), "페이크셀"(fakecels, 인셀이라고 주장하지만 실제로는 최근에 성관계를 가졌거나 관계를 맺었던 사람들), 그리고 "트루셀"(truecels, 진정한 인셀; 성적 또는 로맨틱한 만남이 전혀 없었던 남성들) 등이 있다. "인셀"이라는 용어에는 인종 기반의 여러 변형이 있는데, 이는 자신의 인종이 파트너를 찾지 못하는 이유라고 믿는 사람들을 지칭하며, 여기에는 "카리셀"(currycels, 남아시아 혈통의 사람들)과 "라이스셀"(ricecels, 중국 또는 동남아시아 배경의 사람들), 또는 총칭하여 "에스니셀"(ethnicels)이 포함된다.
"인셀"은 하위문화와 반드시 동일시하지는 않지만 성적으로 미숙하거나, 매력이 없거나, 인기가 없는 것으로 인식되는 사람들을 모욕하는 용어로도 사용되고 있다.

## 인구 통계
자칭 인셀은 대부분 남성이며 이성애자이고, 종종 젊고 친구가 없는 내향적인 사람으로 묘사된다. 2018년부터 2020년까지 인셀 커뮤니티 규모에 대한 추정치는 다양했다. 이는 수천 명에서 수만 명, 심지어 수십만 명에 이르렀다. 가장 큰 인셀 포럼에 대한 통계 분석에 따르면, 2021년 전체와 2022년 대부분 동안 포럼 게시물의 대다수는 단 몇백 개의 계정에서 나왔다.
인셀 커뮤니티는 주로 성적 이정표를 "제때" 달성하지 못했다고 느끼는 젊은 성인들로 구성되어 있다. 한 연구에서는 설문 조사에 참여한 인셀의 약 절반이 부모님 또는 조부모님과 함께 살았으며, 17.8%는 교육, 고용 또는 훈련을 받지 않는 상태(NEET)였다.
초기 자료들은 인셀들을 주로 백인으로 분류하는 경향이 있었다. 2018년, 사회학자 로스 핸플러(Ross Haenfler)는 워싱턴 포스트에서 그들을 주로 백인으로 묘사했다고 인용되었다. 2018년, 남부빈곤법률센터의 하이디 바이라크(Heidi Beirich)는 NBC 뉴스에 이것을 반복하며, 그들이 "10대 후반에서 20대 초반의 젊고 좌절한 백인 남성들로, 성인 생활에 적응하는 데 어려움을 겪고 있다"고 말했다. 그러나 이는 학자들에 의해 점점 더 논쟁의 여지가 되고 있으며, 2024년 연구에서는 "인셀이 거의 모두 백인이라는 일반적인 인식은 부정확하다는 최근 연구가 시사한다"고 밝혔다. 2019년 6월, Jaki와 동료들은 가장 인기 있는 인셀 포럼에 대한 언어학적 분석을 발표하면서, "자주 보고되는 것과는 달리" 이 집단이 주로 백인이라는 결정적인 증거는 없다고 주장했다. 호프만(Hoffman)과 동료들은 Studies in Conflict & Terrorism에 발표된 글에서, 2020년 3월에 동일한 포럼을 대상으로 실시한 설문조사 결과 응답자의 55%가 자신을 백인으로 식별했다고 보고했다. 백인이 아닌 인셀들은 종종 자신의 인종을 성생활을 찾지 못하는 이유로 돌리며, 백인 남성들이 여성을 유혹하는 데 있어 인지된 이점을 냉소적으로 표현하기 위해 "JBW"(Just be white, 즉 "그냥 백인이 되어라")라는 약어를 사용한다.
텍사스 대학교 연구자들이 2024년에 실시한 자칭 인셀에 대한 설문 조사에 따르면, 인셀들은 약간 중도 좌파 성향을 보이는 경향이 있었다. 그들은 동성애, 기업 이윤, 복지 혜택에 대한 질문에서 상당히 좌파적인 입장을 보였다. 2022년 연구에서 텍사스 대학교 연구자들은 자칭 인셀을 대상으로 여론 조사를 실시했는데, 응답자의 63.58%가 백인으로 식별되었으며, 이는 연구의 비인셀 그룹보다 낮은 비율이었다. 그들은 응답한 인셀의 45%가 정치적 스펙트럼에서 좌파 성향을 보였음을 발견했다. 17.5%는 중도파였고, 38.9%는 우파 성향을 보였으며, 인셀과 연구의 대조군 사이에 차이는 없었다.
자칭 인셀은 주로 북미와 유럽에 거주한다. 이탈리아 웹사이트 Il Forum dei Brutti와 같이 영어권 외부의 사람들을 위한 인셀 커뮤니티도 있다. 영어 포럼들도 비영어권 국가에서 많은 트래픽을 받는다. 2020년 Swedish Defence Research Agency(FOI)의 가장 큰 세 인셀 포럼에 대한 연구에 따르면, 총 약 20,000명의 사용자가 있었으며, 이 중 활발하게 게시물을 작성하는 사용자는 약 1,000명에 불과했다. FOI는 포럼 방문자 중 4.6%에서 7.3%가 스웨덴에서 유입되었음을 발견했지만, 개인 VPN 사용을 고려할 때 이 수치가 정확하지 않을 수 있다고 경고했다.

### 여성 인셀
최초의 인셀 웹사이트인 알라나의 비자발적 금욕 프로젝트는 젠더를 포함하는 사이트였다. 이후 여성 인셀(또는 "펨셀", femcel)만을 위한 커뮤니티도 생겨났는데, 예를 들어 r/TruFemcels와 그 후신인 ThePinkPill이 있다. 2020년 2월 현재, 가장 인기 있는 여성 인셀 포럼은 r/TruFemcels 서브레딧으로, 22,000명 이상의 회원을 보유하고 있었다. 이 서브레딧은 2021년 1월 증오 조장 규칙 위반으로 레딧에서 금지되었다. 자칭 여성 인셀과 관련이 있는 것으로 알려진 또 다른 서브레딧은 미용 조언을 담고 있는 r/Vindicta이다. 2022년 현재, 틱톡에서는 #femcel, #femcelcore, #femcelrights와 같은 여성 인셀 개념과 관련된 해시태그가 사용되고 있으며, 2억 5천만 회 이상의 조회수를 기록하고 있다. 인터넷에서 자칭 여성 인셀은 수만 명에 이른다고 알려져 있다.
온라인 인셀 커뮤니티에서는 여성이 인셀이 될 수 있는지에 대해 의견이 분분하다. 일부는 남성 인셀이 여성 인셀보다 훨씬 많다고 주장하며, 다른 일부는 여성이 인셀이 되는 것은 불가능하다고 주장하거나, "심하게 기형인" 여성만이 인셀이 될 수 있다고 주장하며, 또 다른 일부는 "외모 면에서 하위 백분위"에 속하는 매력적이지 않은 여성만이 인셀이 될 수 있다고 주장한다. 남성 인셀 커뮤니티의 구성원들은 모든 여성이 남성으로부터 성관계를 얻을 수 있다고 믿기 때문에 여성 인셀의 개념을 거부하고, 자칭 여성 인셀은 자발적으로 금욕한다고 믿는다. 남성 인셀 커뮤니티 구성원들은 또한 여성 인셀들을 트롤링하기도 한다.
2020년 Anti-Defamation League에 따르면, 자칭 인셀의 대다수는 여성이 인셀이 될 수 있다고 믿지 않는다. 언론인들은 여성 인셀 커뮤니티 외에는 여성이 인셀이 될 수 있다고 믿는 사람이 거의 없다고 썼다. 2021년 M. 켈리(M. Kelly)는 Political Research Associates에 기고한 글에서 인셀 커뮤니티 구성원들이 여성 인셀의 존재를 자신들의 여성혐오에 대한 비판에 맞서는 논거로 제시하지만, 대부분의 인셀 커뮤니티는 그들을 받아들이지 않고 포럼 사용을 금지한다고 썼다.
남성 인셀 커뮤니티 구성원들과 마찬가지로 여성 인셀 커뮤니티 구성원들도 외모가 파트너를 찾는 데 가장 중요한 요소라고 믿는 경향이 있다. 다른 면에서는 다른 경향을 보인다. 여성 인셀 커뮤니티 구성원들은 데이트 및 성적 어려움에 대해 남성을 비난하기보다는 자신을 자책할 가능성이 더 높다. 이는 여성이 성에 대한 "자연적인" 욕구를 가지고 있지 않다는 믿음과 같은 젠더 고정관념 때문일 수 있다. 언론인 이자벨 콘(Isabelle Kohn)은 2020년에 여성 인셀들이 자신들을 거부한 남성들에게 분노하기보다는 그들을 이해한다고 썼다. 콘은 여성 인셀들이 남성들과 달리 분노를 밖으로 표출하기보다는 안으로 향하는 경향이 있다고 지적한다.
여성 인셀 커뮤니티는 인셀에 대한 학술 문헌에서 일반적으로 간과되고 있다. 2020년 언론인 아르와 마다위(Arwa Mahdawi)는 여성 인셀들이 일부 남성 인셀처럼 폭력적인 난동을 부리지 않는다는 사실이 주류 언론에서 많은 관심을 받지 못하는 가장 확실한 이유일 수 있다고 추정했다. 2020년 2월, 콘(Kohn)은 남성 인셀에 대한 학술 논문은 "수없이 많지만" 여성 인셀에 대한 논문은 없다고 썼다. 그녀는 여성 인셀이 존재하지 않는다는 가정 자체가 그들의 고통을 가중시킨다고 말한다. 2024년에는 여성 인셀에 대한 연구 부족이 계속해서 보고되었다.

## 정신 건강
"비자발적 금욕"은 의학적 또는 심리학적 상태가 아니다. 인셀로 자칭하는 일부 사람들은 신체 장애나 우울증, 불안, 자폐 스펙트럼, 신체이형장애와 같은 정신과적 질환을 가지고 있다. 2022년 연구에 따르면, 자칭 인셀들은 일반 인구보다 우울증, 불안, 공식적인 정신과 진단율이 더 높았다. 95%가 우울증을, 93%가 불안을 보고했으며, 38%는 임상 진단을 받았다.
인셀 포럼에 게시물을 올리는 일부 사람들은 파트너를 찾지 못하는 이유를 신체적 또는 정신적 질병 탓으로 돌리는 반면, 다른 일부는 극도의 내향성 때문이라고 생각한다. 인셀로 자칭하는 많은 사람들은 정신 건강 문제에 대해 자가 진단을 한다. 인셀 커뮤니티의 구성원들은 종종 정신 질환에 대해 게시물을 올리는 사람들에게 치료사를 만나거나 다른 치료를 받지 않도록 권장한다. 심한 우울증을 앓고 있는 인셀 커뮤니티의 일부 구성원들은 자살 충동을 느끼기도 한다. 일부 구성원들은 자살 충동을 느끼는 구성원들에게 자살을 조장하며, 때로는 그 전에 대규모 폭력 행위를 저지르도록 권장하기도 한다.

## 대량 살인 및 폭력
자칭 비자발적 금욕주의자 또는 인셀 이데올로기와 일치하는 진술을 한 남성들이 저지르거나 저지른 것으로 의심되는 대량 살인 및 기타 폭력 공격이 있었다. 이러한 개인들이 계획한 다른 공격은 실행되기 전에 경찰에 의해 저지되었다.

### 2000년대
2009년 8월 4일, 조지 소디니(George Sodini)는 펜실베이니아주 콜리어 타운십에 있는 LA 피트니스 헬스클럽에서 총기를 난사하여 여성 세 명을 살해하고 아홉 명을 다치게 한 뒤 스스로 목숨을 끊었다. 그는 자신의 이름으로 등록된 웹사이트에서 성적 욕구 불만을 표현하고 여성들에게 지속적으로 거절당한 것에 대해 불평한 것으로 알려졌다. 소디니와 그의 행동은 일부 인셀 커뮤니티 회원들에게 받아들여지고 찬양되었으며, 그들은 때때로 인셀 폭력을 "소디니화(going Sodini)"라고 부르기도 한다.

### 2010년대
2014년 5월 23일, 엘리엇 로저는 캘리포니아 대학교 샌타바버라 캠퍼스 근처 아일라비스타에서 6명을 살해하고 14명에게 부상을 입힌 뒤 자살했다. 이 살인 사건은 비자발적 금욕, 특히 많은 인셀 커뮤니티의 주류를 이루는 여성혐오와 폭력 미화에 대한 언론의 관심을 불러일으켰다. 로저는 스스로를 인셀이라고 밝혔고, 137쪽에 달하는 매니페스토와 유튜브 비디오를 남겨 자신이 비자발적 금욕 상태이며 여성들에게 거부당한 것에 대한 복수를 원한다고 밝혔다. 그는 인셀들 사이에서 인기 있는 "PUAHate"(pickup artist hate의 약자)라는 커뮤니티의 활발한 회원이었으며, 자신의 매니페스토에서 이를 여러 번 언급했다. 공격 직후 PUAHate는 폐쇄되었지만, 로저는 남아있는 일부 커뮤니티와 나중에 등장한 일부 커뮤니티에게는 일종의 순교자가 되었다. 인셀 포럼에서는 "E.R."에 대한 언급이 흔하며, 인셀의 대규모 폭력은 정기적으로 "E.R.화(going E.R.)"라고 불린다. 로저는 여러 다른 대규모 살인 사건의 가해자 또는 용의자들에게 언급되었으며, 인셀 커뮤니티 회원들에게 정기적으로 칭찬받는 여러 공격자 중 한 명이다.
2015년 10월 1일, 크리스 하퍼-머서(Chris Harper-Mercer)는 오리건주 로즈버그의 엄프콰 커뮤니티 칼리지 캠퍼스에서 9명을 살해하고 8명에게 부상을 입힌 뒤 자살했다. 그는 현장에 매니페스토를 남겼는데, 여기에는 아일라비스타 살인 사건을 포함한 다른 대규모 살인 사건에 대한 관심, 여자친구가 없는 것에 대한 분노, 세상에 대한 적개심이 담겨 있었다. 그의 일기장에는 엘리엇 로저와 다른 대규모 총격범들을 "신과 함께 서 있는 사람들"이라고 묘사하며 그들과 자신을 동일시했다. 공격 전에 온라인 메시지 보드에서 누군가가 하퍼-머서가 "특별한 누군가를 위해 자신을 아끼고 있다"고 추측했을 때, 하퍼-머서는 "비자발적으로 그렇다"고 답했다. 총격 몇 시간 전, 하퍼-머서로 추정되는 인물이 /r9k/라는 4chan 게시판에 태평양 북서부 대학에 대한 위협 글을 올렸는데, 이 게시판에는 많은 인셀 게시자들이 활동하고 있었다.
2016년 7월 31일, 셸던 벤트리(Sheldon Bentley)는 앨버타주 에드먼턴의 한 골목에서 의식을 잃은 남자를 강도 살해했다. 재판 중 벤트리는 보안 요원으로서의 직무 스트레스와 4년 동안 인셀이었다는 사실에 좌절하여 남자의 복부를 밟아 죽였다고 말했다.
2017년 12월 7일, 윌리엄 앳치슨(William Atchison)은 뉴멕시코주 아즈텍에 있는 아즈텍 고등학교에서 총기를 난사하여 2명을 살해하고 자살했다. 그는 이전에 이 학교의 학생이었다. 그는 여러 온라인 포럼에서 "엘리엇 로저"라는 가명을 사용했으며, "최고의 신사"(로저가 자신을 묘사하는 데 사용했던 용어로, 이후 인셀 커뮤니티에서 흔히 사용되는 용어가 되었다)를 칭찬했다. 앳치슨은 또한 극우 콘텐츠를 온라인에 게시하기도 했다.
2018년 2월 14일, 니콜라스 크루즈(Nikolas Cruz)는 플로리다주 파클랜드의 스톤맨 더글러스 고등학교에서 총기를 난사하여 17명을 살해하고 17명에게 부상을 입혔다. 다른 극단주의적 견해에 의해 동기가 부여된 것으로 추정되는 크루즈는 이전에 온라인에 "엘리엇 로저는 잊혀지지 않을 것이다"라는 글을 게시한 것으로 알려졌다.
2018년 4월 23일, 온타리오주 토론토에서 발생한 차량 돌진 공격 이후, 알렉 미나시안은 10건의 1급 살인과 16건의 살인 미수 혐의로 유죄 판결을 받았다. 공격 직전 미나시안은 페이스북에 "인셀 반란이 이미 시작되었다"는 글을 올리고 로저를 찬양한 것으로 알려졌다. "인셀 반란"이라는 용어는 때때로 "베타 봉기"와 상호 교환적으로 사용되는데, 이는 인셀들이 인식하는 성적 박탈에 대한 폭력적인 반응을 의미한다. 공격 후, r/incels를 대체하기 위해 만들어진 웹사이트의 한 게시자는 미나시안에 대해 "이 사람이 매니페스토를 썼기를 바란다. 그는 우리의 다음 새로운 성인이 될 수 있다"고 썼다. 공격 후, 경찰은 미나시안이 인셀 커뮤니티에 의해 급진화되었다고 주장했다. 2019년 9월, 미나시안이 공격 직후 경찰에 심문받는 영상 인터뷰가 공개되었다. 영상에서 미나시안은 자신이 동정이었고, "채드와 스테이시"뿐만 아니라 자신에게 사랑과 애정을 주지 않고 "불쾌한 짐승"에게 주는 여성들에 대한 분노 때문에 동기가 부여되었다고 경찰에게 말하는 모습이 담겨 있다. 영상에는 또한 미나시안이 자신이 저지른 공격이 "미래의 대중들이 자신과 함께" "베타 봉기"의 일환으로 폭력 행위를 저지르도록 "영감을 주기를" 희망한다고 말하는 모습도 담겨 있다. 미나시안에게 모든 혐의에 대해 유죄를 선고한 판사는 자신의 판결문에서 미나시안이 자신의 악명을 높이기 위해 자신의 공격을 인셀 커뮤니티와 연결시키려 했다고 썼으며, "이 공격의 정확한 동기를 파악하는 것은 ... 거의 불가능하다"고 말했다. 그녀는 미나시안이 "인셀 동기에 대해 경찰에게 거짓말을 했고 인셀 운동이 실제로 공격의 주요 동기가 아니었다"고 판단했다.
2018년 11월 2일, 스콧 바이얼(Scott Beierle)은 플로리다주 탤러해시의 핫 요가 탤러해시 스튜디오에서 총기를 난사하여 여성 두 명을 살해하고 여성 네 명과 남성 한 명에게 부상을 입힌 뒤 자살했다. 그는 오랫동안 인셀 이데올로기를 추종했으며, 여성의 엉덩이를 움켜잡은 혐의로 체포된 전력이 있었다. 2014년, 그는 여성에 대한 극심한 증오를 표출하고 여자친구가 없는 것에 대한 분노를 표현하며 엘리엇 로저를 언급하는 여러 유튜브 영상을 올렸다. 총격 직전 몇 달 동안, 그는 수많은 여성혐오적, 인종차별적, 폭력적, 동성애 혐오적인 노래를 사운드클라우드에 게시했다.
2019년 1월, 크리스토퍼 클리어리(Christopher Cleary)는 페이스북에 자신이 "곧 공공장소에서 총을 쏠 계획이며 다음 대규모 총격범이 될 것"이고, 여자친구가 없고 동정이라는 이유로 "보이는 대로 많은 여자를 죽일 것"이라는 글을 올린 혐의로 체포되었다. 그는 언론에서 인셀로 묘사되었다. 2019년 5월, 클리어리는 테러 위협 미수 혐의로 최대 5년형을 선고받았다.
2019년 6월 17일, 브라이언 이삭 클라이드(Brian Isaack Clyde)는 텍사스주 댈러스의 얼 캐블 연방 빌딩 및 법원에서 대규모 총격을 계획했지만, 연방 보호국 요원들에게 총에 맞아 치명적인 부상을 입고 아무도 다치게 하지 못했다. 클라이드는 소셜 미디어에 인셀 밈과 함께 우익 신념 및 음모론을 언급하는 다른 게시물을 공유했다. 이 사건 이후, 조인트 베이스 앤드루스 군사 기지는 "내향적이고 성관계가 없는 개인"들 사이의 특정 온라인 행동에 대해 인원들에게 브리핑했는데, 대변인은 그들을 "군인과 민간인에게 매우 현실적인 위협"이라고 묘사했다.
자칭 인셀들은 동기가 불분명한 공격자들을 인셀이라고 믿으며 칭찬해 왔다. 2017년 라스베이거스 스트립 총기 난사 사건 이후, 일부 인셀 커뮤니티는 "노미"를 표적으로 삼는 영웅이라고 느끼는 총격범 스티븐 패덕을 찬양했다. 2018년 토론토 총격 사건 이후, 인셀 메시지 보드의 게시자들은 가해자가 인셀일 가능성에 대해 흥분을 표현했지만, 동기는 밝혀지지 않았다.

### 2020년대
코티 스콧 테일러(Coty Scott Taylor)는 2020년 2월 10일 사우스캐롤라이나주 케이시에서 6세 페이 마리 스웨틀릭(Faye Marie Swetlik)을 납치했다. 3일 후, 테일러와 스웨틀릭은 모두 사망한 채 발견되었다. 테일러가 스웨틀릭을 질식시키고 목을 베어 자살한 것으로 밝혀졌다. 친구들은 테일러가 자칭 인셀이었으며, 종종 "희망 없이 살았다"고 말했다고 보고했다.
2020년 2월 24일, 토론토의 성인 마사지 업소에서 여성 종업원이 칼에 찔려 사망하고 다른 여성 동료가 중상을 입었다. 5월 19일, Toronto Police Service는 칼부림이 인셀 이데올로기에 의해 동기 부여된 것으로 밝혀지자 이 공격을 테러 사건으로 처리한다고 발표했으며, 경찰은 칼부림을 저지른 것으로 추정되는 17세 남성에게 혐의를 적용했다. 이는 인셀 이데올로기에 의해 동기 부여된 것으로 추정되는 폭력이 테러 행위로 기소된 최초의 사례이며, 캐나다에서 이슬람 극단주의자가 아닌 사람이 저지른 폭력이 테러로 기소된 최초의 사례이기도 하다. 2022년 9월 14일, 가해자는 살인 및 살인 미수 혐의에 대해 유죄를 인정했다. 이 공격은 선고 절차 중에 테러 공격으로 판결되었다.
아르만도 헤르난데스 주니어(Armando Hernandez Jr.)는 2020년 5월 20일 애리조나주 글렌데일의 Westgate Entertainment District에서 총기를 난사한 후 경찰에 체포되었다. 19세 남성이 중상을 입었고, 30세 여성과 16세 소녀는 경미한 부상을 입었다. Maricopa County 검찰에 따르면, 헤르난데스는 자신을 인셀이라고 밝히고 커플을 표적으로 삼아 최소 10명을 총으로 쏘고 싶었다고 주장했다. 검찰은 "헤르난데스 씨는 자칭 인셀 ... 그는 사회에 대한 분노, 자신이 괴롭힘을 당했다는 느낌, 여성이 자신을 원하지 않는다는 느낌을 표출하고 있었다"고 말했다. 검찰은 또한 헤르난데스가 감동을 주고 싶었던 여성에게 공격 영상을 보냈다고 주장했다.
2020년 1월부터 7월 말까지 북미에서 자칭 인셀 5명이 여성 살해 또는 살해 계획 혐의로 개별 사건에서 체포되었다. 이들 중에는 2020년 6월에 손에 심각한 부상을 입었지만 잔디깎이 사고 때문이라고 주장하여 법 집행 기관에 허위 진술을 한 혐의로 기소된 콜 카리니(Cole Carini)도 있었다. 경찰은 카리니가 실제로는 폭탄을 만들려다가 부상을 입었으며, 여성에 대한 폭력을 위협하고 엘리엇 로저를 언급하는 메모를 썼다고 주장했다.
2021년 4월, 엘리엇 로저를 칭찬한 자칭 인셀인 19세 말리크 산체스(Malik Sanchez)는 뉴욕 맨해튼의 한 식당 밖에 앉아 있는 여성들에게 폭탄을 터뜨릴 것이라고 말하는 자신을 영상으로 촬영한 혐의로 연방 기소되었다. 이 남성은 이전에 다른 사람들을 괴롭히고, 종종 촬영하거나 라이브 스트리밍하면서, 그리고 여러 번 페퍼 스프레이로 폭행한 혐의로 여러 번 체포된 적이 있었다.
2021년 7월, 오하이오 출신의 21세 자칭 인셀이 증오 범죄를 시도하고 불법적으로 기관총을 소지한 혐의로 기소되었다. 이 남성은 인기 있는 인셀 웹사이트의 활발한 게시자였으며, 엘리엇 로저를 숭배하는 게시물을 작성했다. 그는 여성을 "학살"하려는 열망을 표현하는 매니페스토를 작성했으며, 다른 문서에서는 대량 살상 공격으로 3,000명을 죽이겠다는 목표를 썼다고 알려졌다.
2021년 8월 12일, 22세의 제이크 데이비슨(Jake Davison)은 온라인 비디오에서 "인셀덤"을 언급하고 유사한 견해를 표명하며 영국 플리머스에서 대규모 총격 사건을 저질렀다. 그는 자신의 어머니를 포함한 5명을 살해하고 2명에게 부상을 입힌 뒤 자살했다.
2021년 12월 27일, 47세의 린든 매클레오드(Lyndon McLeod)는 2021년 덴버 및 레이크우드 총격 사건을 저질러 5명을 살해한 후 경찰관에게 사살되었다. 매클레오드는 필명 로만 매클레이(Roman MccClay)로 공상 과학 소설 삼부작을 자비 출판했는데, 이 소설의 주인공은 자신의 이름을 따서 명명되었으며, 매클레오드가 결국 표적으로 삼았던 사람들 중 세 명을 살해하는 모습이 묘사되었다.
2023년 5월 6일, 33세의 자칭 인셀 마우리시오 마르티네즈 가르시아(Mauricio Martinez Garcia)는 텍사스주 앨런의 쇼핑몰에서 총격 난동을 벌였다. 가르시아는 8명을 살해하고 최소 7명에게 부상을 입힌 후 경찰관에게 사살되었다.
2024년 10월 4일, 19세 세미흐 첼리크(Semih Çelik)는 아이셰누르 할릴과 이크발 우즈너(모두 19세 여성)를 살해하고 콘스탄티노플 성벽에서 우즈너의 잘린 머리를 던진 뒤 자살했다. 첼리크는 디스코드에서 인셀 그룹과 연락을 주고받았으며, 그곳에서 자신의 행동에 대한 칭찬을 받았다. 튀르키예 경찰은 이에 대응하여 인셀 그룹을 감시하기 시작했다. 앙카라 법원의 결정에 따라 튀르키예는 살인 사건 이후 디스코드를 차단했다.

## 비판

### 하위문화에 대한 비판
인셀 커뮤니티는 언론과 연구자들에게 폭력적이고, 여성혐오적이며, 극단주의적이라는 비판을 받아왔다. 남부빈곤법률센터의 선임 연구 분석가 키건 행크스(Keegan Hankes)는 인셀 포럼의 폭력적인 콘텐츠 노출이 회원들의 급진화에 "매우 큰 역할"을 한다고 경고하며, 인셀 포럼이 "백인 우월주의 사이트보다 더 폭력적인 수사"를 가지고 있다고 묘사한다. 언론인 데이비드 퓨트렐(David Futrelle)은 인셀 커뮤니티를 "폭력적인 여성혐오적"이라고 묘사하며, 인셀 포럼의 폭력적인 수사가 대안우파와 백인 우월주의의 성장, 그리고 인셀 커뮤니티와 온라인 증오 집단 간의 중복 때문이라고 보는 비판자들 중 한 명이다.
심리학자이자 성 연구원인 제임스 캔터(James Cantor)는 인셀을 "대개 충분한 사회적 기술이 부족하고 ... 매우 좌절감을 느끼는 사람들"이라고 묘사했다. 그는 인셀 포럼에서 "비슷한 좌절감을 가진 다른 사람들에게 둘러싸여 있을 때, 그들은 일반적인 담론을 잃고 점점 더 극단적인 신념으로 빠져든다"고 말했다. Institute for Strategic Dialogue(ISD)의 선임 연구원 아마르나트 아마라싱암(Amarnath Amarasingam)은 폭력 요구가 흔한 일부 인셀 커뮤니티를 비판하며, "적절한 심리적 및 개인적 상황에서는 이러한 종류의 포럼이 위험할 수 있으며 사람들을 폭력으로 몰아넣을 수 있다"고 말했다.
2018년 8월, ISD의 또 다른 연구원 제이콥 데이비(Jacob Davey)는 인셀 포럼에서 남성들의 급진화를 온라인 거식증 및 기타 섭식 장애를 조장하는 포럼에서 십대들이 극단적인 조치를 취하도록 권장되는 것과, 사람들이 ISIL에 가입하도록 설득하는 온라인 캠페인에 비유했다. 성에 대한 그들의 권리 의식에 대해 데이비는 이러한 태도가 "강간을 정당화하는 데까지 이를 수 있다"고 말했다.
인셀 하위문화의 여성혐오 및 기타 부정적인 특성에 대한 비판자들의 우려에 전반적으로 동의하면서도, 일부 평론가들은 더 동정적인 태도를 보였다. 2018년 4월, 경제학자 로빈 핸슨(Robin Hanson)은 성에 대한 접근을 소득에 대한 접근에 비유하는 블로그 게시물을 작성하며, 저소득층 개인에게 보여지는 것과 유사한 관심이 인셀에게는 보여지지 않는 것이 의아하다고 썼다. 핸슨은 성을 마치 상품인 것처럼 논의하는 것에 대해 일부로부터 비판을 받았지만, 다른 사람들은 그의 의견에 대해 긍정적으로 썼다.
2018년 5월, 뉴욕 타임스 칼럼니스트 로스 두테트(Ross Douthat)는 유사하게 논란이 된 "성 재분배"(The Redistribution of Sex)라는 제목의 칼럼을 썼는데, 그는 성 로봇과 성 노동자들이 불가피하게 인셀의 성적 욕구를 충족시키기 위해 동원될 것이라고 제안했다. 토비 영(Toby Young)을 포함한 일부 논평가들은 성 로봇이 "실현 가능한 해결책"이 될 수 있다는 견해에 동의했다. 다른 이들은 여성들을 객체화하고 인셀 이데올로기를 정당화한다는 이유로 그 칼럼을 비판했다.
언론인 잭 보챔프(Zack Beauchamp)는 특히 대규모 폭력에만 집중하여 인셀들이 저지르는 다른 유형의 피해가 간과될 수 있다는 우려를 표명했다. 그는 사용자들이 여성에게 소리치고, 캣피싱하고, 성적으로 폭행한 것을 자랑하는 포럼 게시물을 지적한다. University of Portsmouth 강사 리사 스기우라(Lisa Sugiura)는 인셀 포럼을 "네트워크화된 여성혐오"라고 묘사하며, 그러한 포럼의 게시물은 증오언설의 맥락뿐만 아니라 "영향력 있고 취약하며 환멸을 느낀 젊은 남성들"을 그루밍할 수 있는 한 형태로서 심각하게 받아들여져야 한다고 촉구했다. 인셀 커뮤니티에 대한 일부 사회학 연구는 특권층 남성들이 헤게모니적 남성성을 재생산하면서 동시에 그로부터 거리를 두는 하이브리드 남성성으로 분석했다.

### 인셀 커뮤니티에 서비스를 제공하는 플랫폼에 대한 비판
레딧(2017년 r/incels 커뮤니티를 금지하고 2019년 9월 나머지 인셀 커뮤니티의 대부분을 금지했지만, 여전히 인셀로 자칭하는 일부가 남아 있음)과 트위터를 포함하여 인셀 콘텐츠를 호스팅했거나 호스팅하고 있는 플랫폼에 대해서도 비판이 제기되었다. 클라우드플레어는 DDoS 보호, 캐시, 콘텐츠 소스 호스트의 난독화와 같은 서비스를 제공하는데, 웹 호스트가 서비스를 종료했을 때에도 인셀 웹사이트를 다운타임으로부터 보호한다는 이유로 비판을 받아왔다.

### 보도 및 연구에 대한 비판
2010년대 인셀 관련 공격 이후 언론 매체의 인셀 보도는 "숨가쁜" 보도, 인셀 커뮤니티를 단지 "성적으로 좌절된" 것으로 묘사하여 정상화하려는 시도, 그리고 독자들을 인셀 커뮤니티로 유도한다는 비판을 받았다. 일부 보도는 공격자들에게 장황하게 보도하여 악명을 부여하거나, 공격자들의 로맨틱 또는 성적 접근을 거부한 여성들이 공격을 유발하는 데 어느 정도 책임이 있다고 암시함으로써 피해자를 비난한다는 비판도 받았다. 인셀에 대해 동정적으로 쓴 사람들은 인셀 이데올로기를 정당화한다는 비판을 받았는데, 예를 들어 Vice의 서맨사 콜(Samantha Cole)은 "유독한 인터넷 문화를 마치 유효한 이데올로기인 양 다루고 증폭시키는" 언론 매체를 비난했다.
2021년 Political Research Associates 싱크탱크가 발표한 보고서에서 M. 켈리(M. Kelly)는 다양한 자칭 인셀들이 자신들의 커뮤니티를 "재브랜딩"하려는 최근의 시도에 대해 썼으며, "인셀들의 정체성 재구성 시도는 연구자, 언론인, 그리고 '폭력적 극단주의 대응' 전문가들에 의해 도움을 받기도 했는데, 이들은 인셀을 조사하고 이해하려는 시도에서 그들에게 더 크고 주류적인 플랫폼을 제공했다. 이러한 새로운 플랫폼들은 자칭 인셀들이 자신들에 대한 대중적 서사를 재구성하고, 자신들의 커뮤니티가 제기하는 위협을 최소화하며, 여성들이 자신들에게 성관계를 거부하여 발생하는 증오에 가득 찬 불만을 증폭시키거나 심지어 옹호함으로써 자신들이 스스로 인식하는 피해의식을 중심에 두었다"고 밝혔다.
켈리는 인셀 이데올로기를 도전하거나 사실 확인 없이 플랫폼화한 "The Incel Project"라는 팟캐스트를 비판했다. 그녀는 제작자 나오마 케이츠(Naama Kates)가 "더 이상 인셀의 여성혐오를 단순히 보도하는 것이 아니라, 이를 정당화하고 세상에 공유하고 있다"고 말했다. 켈리는 국제 폭력적 극단주의 연구 센터(ICSVE)를 비판했는데, 이 센터는 케이츠와 주요 인셀 포럼의 설립자이자 선임 운영자가 공동 저술한 인셀에 대한 여러 보고서를 발표했다. 그녀는 "이전 ICSVE 보고서는 연구 대상 커뮤니티 구성원과의 인터뷰 및 설문 조사를 포함한 1차 데이터를 활용했지만, ICSVE 또는 더 넓은 학술 연구에서 편협하거나 폭력적인 이데올로기를 정기적으로 표현하는 커뮤니티에 적극적으로 참여하는 사람이 결과 연구를 공동 저술한 것은 이번이 처음인 것 같다"고 썼다.

## 소설 속 묘사
프랑스 작가 미셸 우엘베크는 그의 데뷔 소설 《무엇이든》(1994)에서 초기 인셀의 모습을 묘사하는 것으로 보인다. 그러나 당시에는 이 용어는 존재하지 않았고, 온라인 커뮤니티도 없었다. 이름 없는 30대 주인공은 매력이 없고 사회성이 부족하며 우울증을 앓고 있어, IT 전문가로서 훌륭한 직업을 가졌음에도 여성들에게 인기가 없다. 그의 동료는 더욱 심각한데, 아예 못생겼고 28세에도 여전히 동정이다. 주인공은 친구를 꼬드겨 자신을 거부한 젊은 여성을 살해하려 하지만, 친구는 마지막 순간에 거부한다. 이 소설에서 주인공은 성혁명의 비극적인 결과에 대해 철학적으로 논한다. 성적 자유주의 때문에 시장 메커니즘이 인간 관계를 결정하게 되었다는 것이다. 그 결과 아름다운 사람들은 모든 것을 얻고, 못생긴 사람들은 아무것도 얻지 못한다.
미국 범죄 드라마 Law & Order: Special Victims Unit의 두 에피소드는 인셀을 기반으로 한다. 시즌 16의 "Holden's Manifesto"(2014) 에피소드는 엘리엇 로저와 2014년 아일라비스타 살해 사건을 바탕으로 한다. 시즌 20의 "복수 (Revenge)"(2018) 에피소드에서는 인셀 집단이 서로의 집착 대상에게 복수하고 서로에게 알리바이를 만들어주는 내용을 담고 있으며, 이는 1950년대 소설 《열차 안의 낯선 자들》에서 영감을 받았다. 미국 의학 드라마 시카고 메드의 한 에피소드 또한 병원 직원을 표적으로 한 차량 총격으로 부상을 입은 인셀 환자를 다루었다.
마이클 코넬리의 2020년 스릴러 소설 《페어 워닝》은 성 의존증에 취약하다고 유전적으로 식별된 여성들의 유전자 검사 데이터를 구매하는 회사를 다룬다. 이 회사는 여성들의 이름과 주소를 인셀들에게 판매하고, 그 중 한 명은 연쇄살인범이다.
2023년 공상 과학 영화 《더 비스트》 또한 엘리엇 로저를 기반으로 한 캐릭터를 특징으로 한다.
2025년 넷플릭스에서 공개될 영국 미니시리즈 《Adolescence》는 인셀 문화를 직접적으로 탐구한다. 4개의 에피소드로 구성된 이 시리즈는 동급생 케이티 살해 혐의로 체포된 13세 소년 제이미 밀러의 이야기를 다룬다. 경찰 심문과 심리 평가를 통해 제이미가 남성계와 인셀 커뮤니티와 관련된 온라인 이데올로기에 영향을 받았음이 드러난다. 이 시리즈는 소셜 미디어, 해로운 남성성, 청소년 급진화의 영향을 다룬다.

## 같이 보기
- 반여성주의
- 이성 간 우정
- 젠더 양극화
- 초식계
- 히키코모리
- 인간의 짝짓기 전략
- 분류:인셀
- 하위문화 목록
- 루키즘
- 짝 가치
- 넥비어드
- 착한 남자
- 심리학의 성차
- 성별격리
- 금욕
- 성적 자본
- 해로운 남성성